# Utina septentrional
|  | No s'ha de confondre amb Utina. |

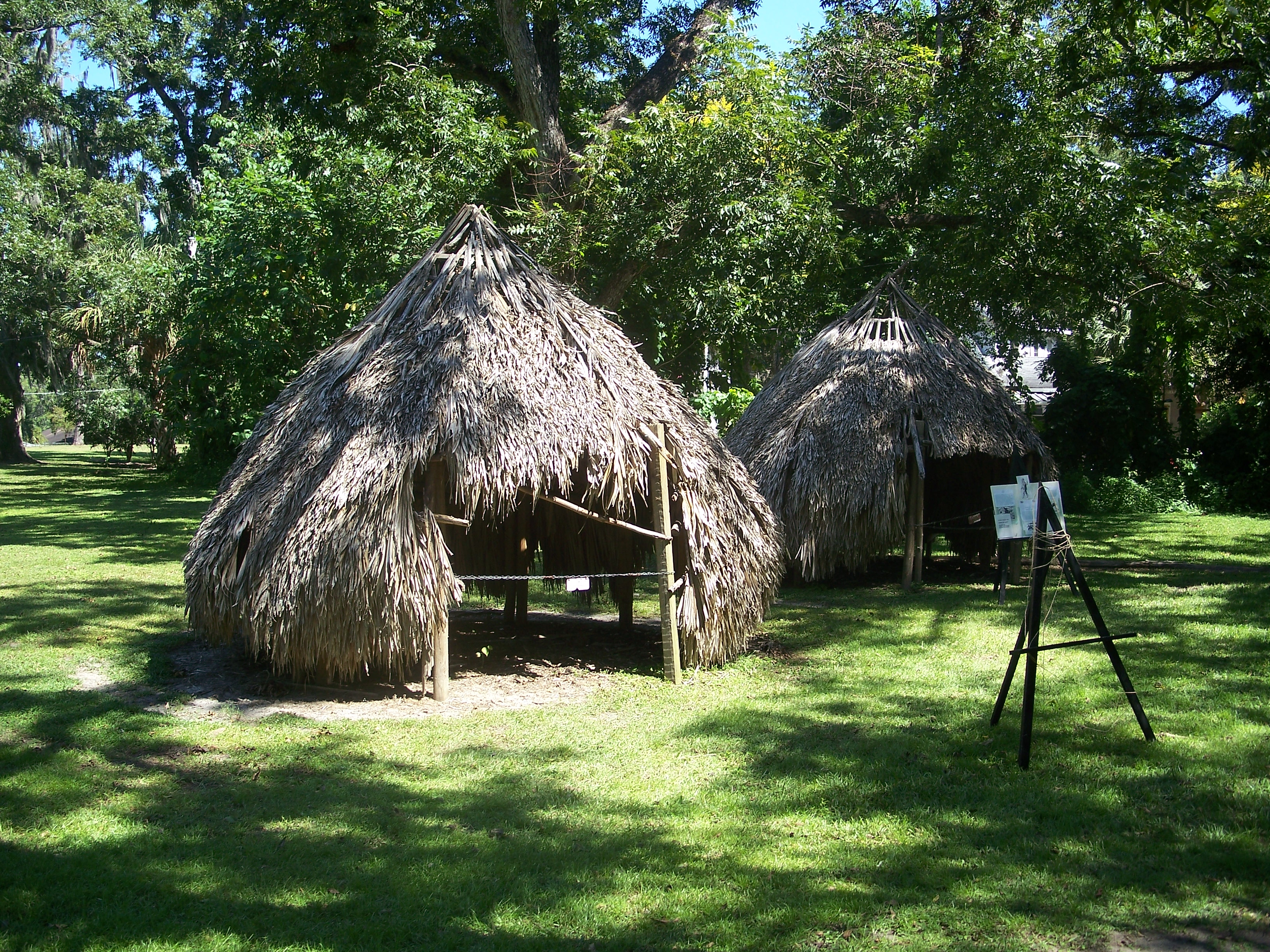
Reconstrucció d'una paha (casa) timucua al Museu Històric del Comtat de Marion (abans East Hall)

Els utina septentrional, també coneguts com a timucua o simplement utina, foren un poble timucua del nord de Florida. Vivien al nord del riu Santa Fe i a l'est del riu Suwanee, i parlava un dialecte de la llengua timucua coneguda com a "timucua propi". Semblen haver estat estretament associats amb els yustaga que vivien a l'altra banda del Suwanee. Els Utina septentrionals van representar una de les més poderoses unitats tribals a la regió en els segles xvi i xvii, i podria haver estat organitzat com un cacicat o confederació de cacicats més petits. El lloc de missió Fig Springs podria ser les restes del seu llogaret principal, Ayacuto i la posterior missió espanyola de San Martín de Timucua.
Els utina septentrionals van tenir contacte esporàdic amb els europeus a partir de la primera meitat del segle xvi. En 1539 el conqueridor espanyol Hernando de Soto passà a través del seu territori, on va capturar i posteriorment executar Aguacaleycuen, qui podria haver estat el cap principal de l'època. Fonts franceses posteriors assenyalen un cap poderós de la zona anomenat Onatheaqua, que podria haver estat un successor d'Aguacaleycuen. Després de diverses dècades de resistència els Utina septentrionals es van convertir en part de la sistema de missions espanyoles a la Florida en 1597. El seu territori es va organitzar com a Província Timucua, i San Martín de Timucua i tres missions es van establir entre 1608 i 1616. El perfil d'Utina septentrional va augmentar considerablement conforme petites províncies perifèriques eren incorporades a la Província Timucua, que finalment va incloure tot el nord de Florida, entre el riu Aucilla i el riu St. Johns.
Tanmateix la tribu va experimentar una significativa disminució demogràfica durant el mateix període, a causa de la malaltia i altres factors. Van prendre l'avantguarda en el rebel·lió timucua de 1665. Va ser sufocada pels espanyols, que va arrasar els seus llogarets i van traslladar la població a una sèrie de noves comunitats al llarg del Camino real que discorre entre la Província Apalache i San Agustín. En aquesta posició reduïda els Utina septentrionals es van trobar impotents en gran manera davant les incursions de tribus del nord aliades amb els colons anglesos i els creek i Yamasee, i van patir més d'epidèmies. Amb el temps es van acostar a San Agustín i es van barrejar amb altres grups timucua, perdent la seva identitat independent.

## Nom
El nom d'"Utina septentrional" per a aquest poble és una convenció acadèmica; mai va ser usat pel mateix poble o pels seus contemporanis espanyols o indis. No és clar com el poble mateix s'autoanomenava, si tenia un nom general per a ells. Els espanyols del segle xvii els coneixien com a timucua i es va referir a la regió en què vivien com a Província Timucua. El seu dialecte era conegut com a timucua (ara se sol anomenar "Timucua propi"). Amb el temps les províncies més petites es van unir a la Província Timucua, i el nom "timucua" s'aplica a una àrea cada vegada més àmplia del nord de la Florida.
En el segle xx, quan el nom timucua s'usava per designar a tots els grups que parlaven la llengua timucua, els estudiosos van començar a substituir el terme utina pel que els espanyols havien conegut com la Província Timucua. Utina originàriament designava una tribu diferent que vivia al llarg del mig riu St. Johns en el segle XVI; aquest poble eren coneguts com els Agua Dulce pels espanyols del segle xvii. Els Utina del segle xvi no estaven particularment relacionats amb les tribus de la Província Timucua, però eren coneguts pels seus enemics com a Thimogona, que podria haver estat l'origen del nom "Timucua". En qualsevol cas l'ús modern del terme "Utina" ha causat confusió entre el cacicat Utina del segle xvi i el "propi timucua"; com a tals estudiosos com Jerald T. Milanich i Ken Johnson han suggerit classificar els dos grups com utina orientals i septentrionals, respectivament.

## Àrea
Els utina septentrional vivien en una regió situada entre el riu Suwanee a l'oest del riu St Johns a l'est, i des del riu de Santa Fe cap al nord fins al sud de Geòrgia. Tanmateix, els principals centres de població eren a la part oriental de la vall del riu Suwanee. A l'altre costat del Suwanee, vivint entre aquest i el riu Aucilla (actuals comtats de Madison i Taylor), hi havia un altre grup occidental timucua, els Yustaga. Els Yustaga eren molt relacionats amb els utina septentrional, però sembla que parlaven un dialecte diferent, potser el Potano. Més enllà dels Yustaga eren els apalachees no timucua, que vivien al llarg del Florida Panhandle. Al sud i al sud-est dels Utina septentrional, a l'altra banda del riu Santa Fe, hi havia els Potano, un altre grup timucua. Altres parlants timucua vivien al nord de Geòrgia, incloent els Arapaha. Lluny cap a l'est van ser els grups timucua orientals, incloent el saturiwa i els (orientals) utina.

## Història inicial i contacte europeu

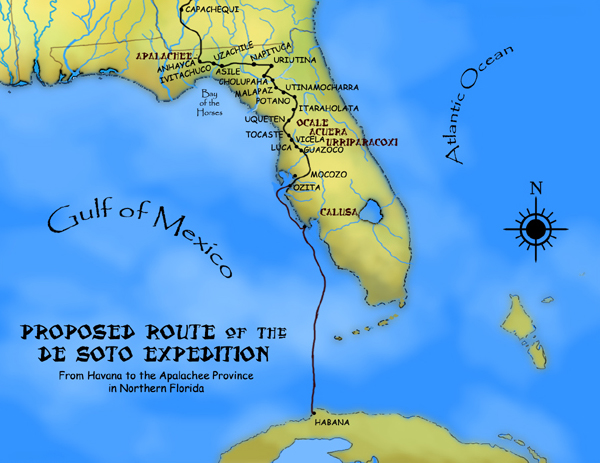
Una ruta proposada per la primera expedició de De Soto, basada en el mapa de Charles M. Hudson de 1997

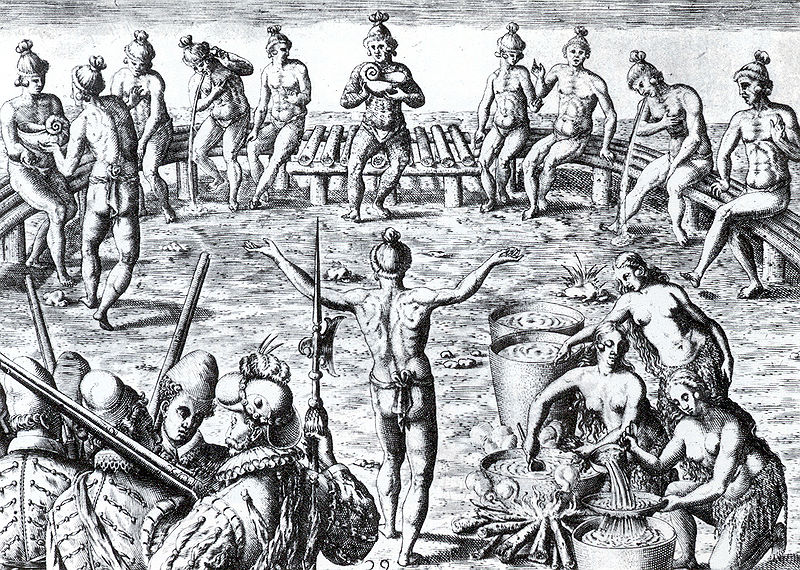
Dibuix del de Jacques le Moyne de la cerimònia de la beguda negra entre els timucua de Florida

La zona ha estat habitada des de fa milers d'anys. En el primer mil·lenni de la nostra era els habitants de la regió van participar en la cultura Weedon Island, que es va estendre en gran part de la Florida occidental i més enllà. Al voltant de 900 una cultura derivada sorgida a la vall de Suwanee, coneguda com la cultura Suwanee Valley. Aquesta cultura era comuna a tots els pobles de la vall de Suwanee (Utina septentrional i Yustaga), i com a derivada de Weedon Island estava estretament relacionada amb la cultura Alachua de Potano. Té una terrissa molt característica.
L'evidència arqueològica suggereix que els Utina septentrional vivien en petits grups comunitari, potser representant cacicats localitzats, separats entre si per distàncies considerables. John E. Worth suggereix que aquests poden haver estat organitzats en un cacicat regional més ampli que fou continu des d'almenys els primers dies del contacte amb els europeus durant el segle xvii. Els primers informes europeus registren alguns caps molt importants sobre els altres, mentre que durant les viles del segle xvii a la Província Timucua foren evangelitzades, evidentment, en funció de la seva preeminència. Això pot ser l'evidència d'un continu cacicat regional, però Worth assenyala que ha d'haver estat molt més dèbil que els cacicats timucua més integrats com els utina, el saturiwa o el potano. Al seu territori no s'han trobat monuments a gran escala, com ara monticles de plataforma, sovint signes de cacicats regionals integrats, i la data de ceràmica pot variar d'una comunitat a una altra, el que suggereix desunió.
Els Utina septentrionals probablement van trobar els supervivents de l'expedició de Narváez en 1528, però el registre històric definit més antic d'ells està en els registres de l'expedició d'Hernando de Soto, que passà a través del seu territori en 1539. Aquests registres indiquen que els Utina septentrional eren més poblats que qualsevol altra tribu que De Soto hi havia trobat, i vivien en pobles diferents que estaven subordinats a un cap anomenat Aguacaleycuen. La principal vila d'Aguacaleycuen era situada al riu Ichetucknee, potser al jaciment arqueològic de Fig Springs. Aguacaleycuen era aliat (i possiblement relacionat) amb un altre cap a l'altra banda del riu Suwanee, Uzachile, la direcció pot correspondre amb el posterior cacicat Yustaga. En arribar al llogaret d'Aguacaleycuen De Soto va capturar al cap, com era el seu costum, amb la intenció de deixar-lo en llibertat una vegada que el seu grup hagué arribat sa i estalvi a Uzachile. Posteriorment alguns caps subordinats, afirmant que Uzachile buscava una aliança amb De Soto, van portar els espanyols a una emboscada. Després d'una batalla, De Soto executà Aguacaleycuen i altres ostatges i es va traslladar al territori d'Uzachile, que va trobar gairebé evacuat.
En 1564 els colons hugonots francesos de Fort Caroline havien sentit parlar d'un cap poderós de la zona anomenat Onatheaqua. Els francesos entenen que Houstaqua i el seu veí, Onatheaqua (probablement un cap dels Utina septentrional), vivien a l'est dels apalachees. No obstant això, ells pensaven que vivien prop de les muntanyes auríferes (les Muntanyes Apalatxes, que els europeus pensaven que s'estenia a la província Apalache). Soldats francesos van visitar els yustaga en dues ocasions, intercanviant regals amb el cap i sojornant al seu poble durant uns mesos. Els informes francesos acrediten a Houstaqua entre 3.000 i 4.000 guerrers. Encara que els detalls són limitats, aquest Onatheaqua podria haver governat el cacicat d'utina septentrional dirigit abans per Aguacaleycuen. Els francesos va comprendre el seu cacicat per estar prop del del cap Houstaqua, el nom del qual és probablement una variant de "Yustaga", i a l'est dels apalachees. Però creien que vivien prop de les muntanyes altres (les Muntanyes Apalatxes, que els primers europeus creien que s'estenien a territori apalachee). Els francesos van creure que Onatheaqua era molt ric i que controlava l'accés a la muntanyes i a les coses rares i valuoses allí situades.

## Era de les missions

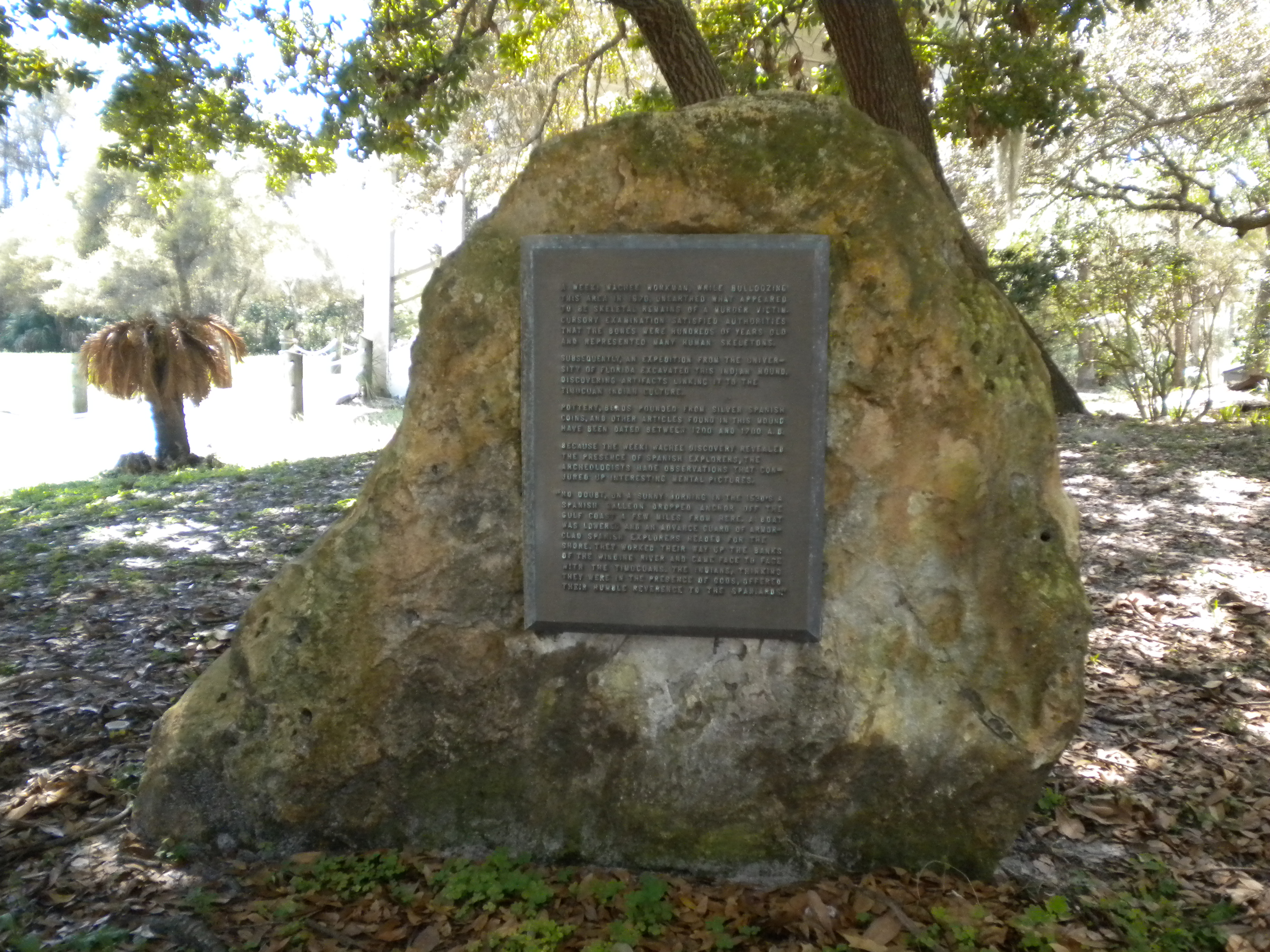
Memorial Weeki Wachee al Parc Estatal Weeki Wachee Springs, Weeki Wachee, Florida

Els Utina septentrionals va rebre una sèrie d'emissaris espanyols després de l'establiment de San Agustín en 1565, però van rebutjar sistemàticament totes les propostes espanyoles durant dècades. Després, en 1597, com a part d'una onada renovada d'esforç missioner, els espanyols va enviar al líder timucua cristià Juan de Junco als Utina septentrionals com a cacique mayor (cap principal), probablement a la ciutat de Ayacuto a Figs Springs. Sol entre els altres missioners enviats aquell any, Juan va tenir èxit, i va convèncer el cap d'enviar emissaris a San Agustín per negociar la pau. Els utina del nord van rendir obediència a la corona espanyola, i els espanyols van enviar un frare al llogaret principal d'Ayacuto, on es va establir en 1608 la important missió de San Martín de Timucua. En els propers vuit anys almenys tres missions més es van establir a territori dels utina septentrionals: Santa Fe de Toloca, Santa Cruz de Tarihica, i San Juan de Guacara.
El perfil dels utina septentrionals incrementà substancialment les petites províncies que foren incorporades a la província Timucua, i San Martín es va convertir en la principal missió i vila per una àrea cada vegada més àmplia. No obstant això, van sofrir un considerable declivi demogràfic per les epidèmies que es propaguen a la Florida durant del segle xvii. Sota el cap principal d'Ayacuto Lúcas Menéndez, els utina septentrionals foren l'avantguarda de la rebel·lió timucua de 1665, en la que junta amb els yustaga i potano, es revoltaren contra el govern colonial espanyol. Després que els espanyols va posar fi a la rebel·lió els utina septentrionals van ser traslladats per la força a una sèrie de noves ciutats al llarg del Camino Real de la Província Apalachee a San Agustín. Això va causar una greu crisi en l'estructura social, i els utina septentrionals es van trobar en gran manera indefensos contra les incursions dels muskogi i Yamasee aliats de les colònies angleses del nord. Com a resultat els utina septentrionals supervivents migraren més a prop de San Agustín, on es van fusionar amb altres pobles timucua, i es van retirar a Cuba en 1763.